# 维莱欧布瓦 (马恩省)
维莱欧布瓦（法語：Villers-aux-Bois，法語發音：[vilɛʁ o bwa]）是法国马恩省的一个市镇，属于埃佩尔奈区。

## 地理
维莱欧布瓦（48°56'1"N, 3°56'11"E）面积5.11 平方千米，位于法国大東部大區马恩省，该省份为法国东北部内陆省份，北起阿登省，西北接埃纳省，西南接塞纳-马恩省，南至奥布省，东南接上马恩省，东临默兹省。
与维莱欧布瓦接壤的市镇（或旧市镇、城区）包括：莫兰、沙尔特赖、布朗科托。
维莱欧布瓦的时区为UTC+01:00、UTC+02:00（夏令时）。

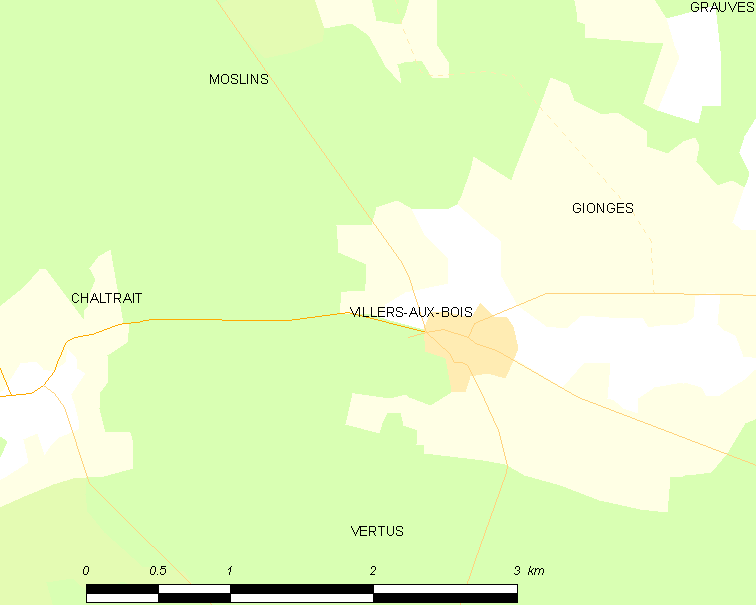
维莱欧布瓦的OSM定位图

## 行政
维莱欧布瓦的邮政编码为51130，INSEE市镇编码为51630。

## 政治
维莱欧布瓦所属的省级选区为韦尔蒂-香槟平原县。

## 人口

1962-2008年间维莱欧布瓦人口变化图示

维莱欧布瓦于2022年1月1日时的人口数量为321人。